# Laura Dijkema
Laura Chantal Dijkema (Assen, 18 febbraio 1990) è una pallavolista olandese, palleggiatrice della LOVB Omaha.

## Carriera

### Club
La carriera di Laura Dijkema inizia nella stagione 2006-07 quando viene ingaggiata dal DOK Dwingeloo, nella Eredivisie olandese. Nella stagione successiva gioca per l'Emlichheim, nelle serie regionali tedesche, per poi tornare nei Paesi Bassi per il campionato 2008-09 al Martinus, con cui si aggiudica la Supercoppa, la Coppa dei Paesi Bassi e lo scudetto.
Nell'annata 2009-10 resta ad Amstelveen, TVC Amstelveen, club con il quale, in due stagioni, vince due Supercoppe, la Coppa dei Paesi Bassi 2009-10 e il campionato 2009-10; si trasferisce quindi nella 1. Bundesliga tedesca per la stagione 2011-12 difendendo i colori del Suhl e resta nella stessa divisione anche per il campionato successivo ma al Münster.
Dopo una parentesi nella Voleybol 1. Ligi turca con l'Halkbank, conclusa con la retrocessione della squadra, ritorna in Germania nell'annata 2014-15, acquistata dal Dresdner, dove resta per un biennio conquistando due scudetti e la Coppa di Germania 2015-16.
Nella stagione 2016-17 viene ingaggiata dall'AGIL di Novara, nella Serie A1 italiana, aggiudicandosi lo scudetto. Dopo un breve periodo di inattività, ritorna in campo a metà annata 2017-18, sempre in Serie A1, con il San Casciano, dove rimane per quasi un triennio, chiuso anticipatamente per l'interruzione del campionato 2019-20 a causa della Pandemia di COVID-19 in Italia.
Nella stagione seguente si accasa al club russo della Lokomotiv Kaliningrad, in Superliga, dove conquista lo scudetto, mentre nell'annata 2021-22 passa al Leningradka dove rimane tuttavia fino all'inizio di marzo 2022, quando è invitata dalle autorità olandesi a lasciare San Pietroburgo a seguito dell'invasione russa dell'Ucraina; nello stesso mese trova l'accordo con la UYBA trovatasi con entrambe le palleggiatrici infortunate, ma, a causa di problemi burocratici, il tesseramento non viene finalizzato.
Rientra quindi in campo nel dicembre 2022, quando a stagione in corso torna a calcare i campi di Serie A1 con la neopromossa Helvia Recina: resta nella massima divisione italiana anche nella stagione 2023-24, vestendo la maglia della Megavolley. Partecipa poi alla prima edizione della League One Volleyball con la LOVB Omaha.

### Nazionale
Dopo aver compiuto la trafila nelle selezioni giovanili olandesi, nel 2010 ottiene le prime convocazioni in nazionale maggiore, con cui conquista due medaglie d'argento consecutive ai campionati europei nel 2015 e nel 2017, ottenendo in quest'ultima occasione anche il premio individuale come miglior palleggiatrice, mentre nel 2016 si aggiudica la medaglia di bronzo al World Grand Prix. Nel 2023 vince il bronzo al campionato europeo.

## Palmarès

### Club
- Campionato olandese: 2

2008-09, 2009-10
- Campionato tedesco: 2

2014-15, 2015-16
- Campionato italiano: 1

2016-17
- Campionato russo: 1

2020-21
- Coppa dei Paesi Bassi: 2

2008-09, 2009-10
- Coppa di Germania: 1

2015-16
- Supercoppa olandese: 3

2008, 2009, 2010

### Nazionale (competizioni minori)
- Piemonte Woman Cup 2010
- Montreux Volley Masters 2015

### Premi individuali
- 2017 - Campionato europeo: Miglior palleggiatrice